# Llibreria El Genet Blau
El Genet Blau és una llibreria especialitzada en literatura infantil i juvenil, ubicada a la ciutat de Lleida.

## Història
La llibreria es va obrir l'any 2000 al carrer Ballester com a llibreria especialitzada en llibre antic i de segona mà, però amb el temps s'anà orientant també vers el sector de la literatura infantil i juvenil.
L'any 2013 es va traslladar a la seva actual ubicació, al carrer Blondel núm. 62 de la ciutat de Lleida, en un local en el qual destaquen dos arcs gòtics que molt probablement formaren part de l'estructura d'un antic edifici medieval, conegut amb el nom de l'Hospital de Pere Moliner.
El 2016 disposava d'un fons d'aproximadament 10.000 títols penjats al seu web i d'un apartat de llibres de segona mà. Des del juliol de 2018, la llibreria és propietat de Mertxe París Leza, editora de l'editorial Mosaics Llibres, especialitzada també en literatura infantil i juvenil.
La llibreria ofereix una àmplia oferta de llibres per als més petits, per a primers lectors i joves lectors fins a 14 anys i una gran varietat d'àlbums il·lustrats, a més d'una oferta complementària de joguina de fusta i joguina educativa. Plantejada no només com una llibreria especialitzada sinó també com un espai cultural, ofereix tota una programació cultural diversa en col·laboració amb autors, editorials, escoles, institucions i altres agents del sector cultural, en forma de presentació de llibres, conta contes, tallers literaris, activitats de foment de la lectura, etc.
El nom d'El Genet Blau deriva d'un quadre amb el mateix títol obra de Vassili Kandinski, un dels fundadors del grup artístic, també amb el nom d'El Genet Blau, sorgit a Alemanya a principis del segle xx.